# Szalagavató (film)
A Szalagavató (eredeti cím: Prom Night) 2008-ban bemutatott amerikai-kanadai misztikus-horrorfilm amelyet Nelson McCormick rendezett. A film az 1980-ban készült A szalagavató fantomja (eredeti címén szintén Prom Night) című film remake-je.
A főszerepben Brittany Snow, Scott Porter, Jessica Stroup, Dana Davis, Collins Pennie, Kelly Blatz, James Ransone, Brianne Davis, Johnathon Schaech és Idris Elba látható.
2008. április 11-én mutatták be, Magyarországon DVD-n jelent meg szinkronizálva.

## Szereplők
| Szerep            | Színész           | Magyar hang        |
| ----------------- | ----------------- | ------------------ |
| Donna Keppel      | Brittany Snow     | Bogdányi Titanilla |
| Bobby Jones       | Scott Porter      | Szabó Máté         |
| Claire Davis      | Jessica Stroup    | Györfi Anna        |
| Lisa Hines        | Dana Davis        | Györfi Laura       |
| Ronnie Heflin     | Collins Pennie    | Zöld Csaba         |
| Michael Allen     | Kelly Blatz       |                    |
| Winn nyomozó      | Idris Elba        | Welker Gábor       |
| Nash nyomozó      | James Ransone     | Szente Vajk        |
| Crissy Lynn       | Brianne Davis     |                    |
| Rick Leland       | Kellan Lutz       | Dunai Mihály       |
| Mrs. Waters       | Mary Mara         | Molnár Zsuzsa      |
| Dr. Elisha Crowe  | Ming-Na Wen       |                    |
| Richard Fenton    | Johnathon Schaech | Damu Roland        |
| Karen Turner néni | Jessalyn Gilsig   | Román Judit        |
| Jack Turner bácsi | Linden Ashby      | Kőszegi Ákos       |

## A film készítése
A film elkészítését eredetileg 2004-ben jelentették be, forgatókönyvét Stephen Susco írta meg. A végső forgatókönyvet J. S. Cardone írta. A film költségvetése 20 millió dollár volt. Az Original Film és a Newmarket Films készítette az Alliance Films-szel együtt, amely birtokolja az eredeti franchise jogait, a folytatási jogokkal együtt.
A filmet többnyire Los Angelesben forgatták, a légifelvételek pedig Newportban (Oregon) készültek.

## Megjelenés és bevételi adatok
A Szalagavatót a Sony Pictures és a Screen Gems adta ki. A film az Amerikai Egyesült Államokban és Kanadában 20 804 941 dolláros bevételt termelt 2700 moziban, a nyitóhétvégén bevételi szempontból az első helyen állt, mozinként átlagosan 7705 dollár bevételt szerzett. Az Egyesült Államokban 43 869 350 dollárt, más területeken 12 728 210 dollárt termelt, világszerte összesen 56 597 560 dollárt tudott gyűjteni.